# Collegio elettorale di Padova - Selvazzano Dentro (Senato della Repubblica)
Il collegio di Padova - Selvazzano Dentro fu un collegio elettorale uninominale della Repubblica Italiana per l'elezione del Senato della Repubblica. Apparteneva alla Circoscrizione Veneto e fu utilizzato per eleggere un senatore nella XII, XIII e XIV legislatura.
Venne istituito nel 1993 con la cosiddetta Legge Mattarella (Legge n. 276, Norme per l'elezione del Senato della Repubblica), attuata in seguito al referendum abrogativo del 1993. La legge istituì per la Camera dei deputati e per il Senato della Repubblica un sistema di elezione misto, in parte maggioritario e in parte proporzionale. Il 75% dei parlamentari dell'assemblea veniva eletto in collegi uninominali tramite sistema maggioritario a turno unico; il restante 25% al Senato veniva eletto tramite recupero proporzionale dei più votati non eletti attraverso un meccanismo di calcolo denominato "scorporo", cioè sottraendo dal conteggio dei voti totali di una lista nella parte proporzionale i voti ottenuti dai candidati collegati alla medesima lista che erano eletti nei collegi uninominali con il sistema maggioritario.
Il collegio venne abolito insieme a tutti gli altri che costituivano il Senato con la promulgazione della legge elettorale successiva, la cosiddetta Legge Calderoli. Questa prevedeva un sistema proporzionale con premio di maggioranza, che al Senato veniva attribuito a livello regionale.

## Territorio
Il collegio di Padova - Selvazzano Dentro era uno dei 17 collegi uninominali in cui era suddiviso il Veneto e, come previsto dal D.Lgs. del 20 dicembre 1993 n. 535, era interamente compreso nella provincia di Padova e comprendeva i seguenti comuni: Albignasego, Legnaro, Padova, Ponte San Nicolò, Rubano e Selvazzano Dentro. 

## Eletti
| Elezione | Elezione | Senatore                           | Partito                 |
| -------- | -------- | ---------------------------------- | ----------------------- |
|          | 1994     | Luciano Merigliano                 | Polo delle Libertà (FI) |
|          | 1996     | Paolo Giaretta                     | L'Ulivo (PPI)           |
|          | 2001     | Maria Elisabetta Alberti Casellati | Casa delle Libertà (FI) |

## Dati elettorali

### XII legislatura
|                               | Luciano Merigliano ✔️ Eletto | Polo delle Libertà                | 67 055  | 35,66 |  |  |  |  |  |
|                               | Luisa De Biasio Calimani     | Progressisti                      | 51 217  | 27,24 |  |  |  |  |  |
|                               | Leonildo Bettio              | Patto per l'Italia                | 39 262  | 20,88 |  |  |  |  |  |
|                               | Mario Verza                  | Alleanza Nazionale                | 19 266  | 10,25 |  |  |  |  |  |
|                               | Lino Topao                   | Lega Autonomia Veneta             | 6 081   | 3,23  |  |  |  |  |  |
|                               | Maria Luisa Fogo             | Movimento Veneto Regione Autonoma | 3 164   | 1,68  |  |  |  |  |  |
|                               | Licia Mastella               | Partito della Legge Naturale      | 1 991   | 1,06  |  |  |  |  |  |
| Totale                        | Totale                       | Totale                            | 188 036 | 100   |  |  |  |  |  |
|                               |                              |                                   |         |       |  |  |  |  |  |
| Voti non validi               | Voti non validi              | Voti non validi                   | 9 817   | 4,96  |  |  |  |  |  |
| Votanti                       | Votanti                      | Votanti                           | 197 853 | 80,92 |  |  |  |  |  |
| Elettori                      | Elettori                     | Elettori                          | 244 495 |       |  |  |  |  |  |
|                               |                              |                                   |         |       |  |  |  |  |  |
| Data: 27-28 marzo 1994        |                              |                                   |         |       |  |  |  |  |  |
| Fonte: Ministero dell'interno |                              |                                   |         |       |  |  |  |  |  |

### XIII legislatura
|                               | Paolo Giaretta ✔️ Eletto | L'Ulivo                            | 74 592  | 40,44 |  |  |  |  |  |
|                               | Marco Toniolli ✔️ Eletto | Polo per le Libertà                | 64 988  | 35,23 |  |  |  |  |  |
|                               | Mariella Mazzetto        | Lega Nord                          | 36 441  | 19,75 |  |  |  |  |  |
|                               | Giovanni Bigotto         | Unione Nord Est                    | 3 479   | 1,89  |  |  |  |  |  |
|                               | Simone Angrisani         | Movimento Sociale Fiamma Tricolore | 3 005   | 1,63  |  |  |  |  |  |
|                               | Lido Sabaini             | Mani Pulite                        | 1 968   | 1,07  |  |  |  |  |  |
| Totale                        | Totale                   | Totale                             | 184 473 | 100   |  |  |  |  |  |
|                               |                          |                                    |         |       |  |  |  |  |  |
| Voti non validi               | Voti non validi          | Voti non validi                    | 8 583   | 4,45  |  |  |  |  |  |
| Votanti                       | Votanti                  | Votanti                            | 193 056 | 89,25 |  |  |  |  |  |
| Elettori                      | Elettori                 | Elettori                           | 216 321 |       |  |  |  |  |  |
|                               |                          |                                    |         |       |  |  |  |  |  |
| Data: 21 aprile 1996          |                          |                                    |         |       |  |  |  |  |  |
| Fonte: Ministero dell'interno |                          |                                    |         |       |  |  |  |  |  |

### XIV legislatura
|                               | Maria Elisabetta Alberti Casellati ✔️ Eletta | Casa delle Libertà                   | 77 598  | 41,72 |  |  |  |  |  |
|                               | Paolo Giaretta ✔️ Eletto                     | L'Ulivo                              | 74 863  | 40,25 |  |  |  |  |  |
|                               | Germano Grassivaro                           | Lista Di Pietro                      | 7 471   | 4,02  |  |  |  |  |  |
|                               | Manlio Tommaso Gaddi                         | Partito della Rifondazione Comunista | 6 000   | 3,23  |  |  |  |  |  |
|                               | Alessandro Lanzerotto                        | Lista Pannella-Bonino                | 5 465   | 2,94  |  |  |  |  |  |
|                               | Giorgio Castellani                           | Democrazia Europea                   | 5 019   | 2,70  |  |  |  |  |  |
|                               | Giorgio Vido                                 | Liga Fronte Veneto                   | 4 692   | 2,52  |  |  |  |  |  |
|                               | Giovanni Gardellin                           | Fiamma Tricolore                     | 3 167   | 1,70  |  |  |  |  |  |
|                               | Ferdinando Bustreo                           | Va' Pensiero Padania                 | 1 709   | 0,92  |  |  |  |  |  |
| Totale                        | Totale                                       | Totale                               | 185 984 | 100   |  |  |  |  |  |
|                               |                                              |                                      |         |       |  |  |  |  |  |
| Voti non validi               | Voti non validi                              | Voti non validi                      | 6 415   | 3,33  |  |  |  |  |  |
| Votanti                       | Votanti                                      | Votanti                              | 192 399 | 86,98 |  |  |  |  |  |
| Elettori                      | Elettori                                     | Elettori                             | 221 196 |       |  |  |  |  |  |
|                               |                                              |                                      |         |       |  |  |  |  |  |
| Data: 13 maggio 2001          |                                              |                                      |         |       |  |  |  |  |  |
| Fonte: Ministero dell'interno |                                              |                                      |         |       |  |  |  |  |  |